# Bette Midler (альбом)
Bette Midler — второй студийный альбом американской певицы и актрисы Бетт Мидлер, выпущенный в 1973 году под лейблом Atlantic Records. Подобно предыдущему альбому, в данный включены кавер-версии песен различных исполнителей. В год выпуска пластинка смогла достичь шестого места в альбомном чарте Billboard Top LPs & Tape, а также получила золотую сертификацию от американской ассоциации звукозаписывающих компаний за полмиллиона проданных копий.

## Список композиций
| №  | Название                      | Автор(ы)                                   | Длительность |
| -- | ----------------------------- | ------------------------------------------ | ------------ |
| 1. | «Skylark»                     | Хоги Кармайкл, Джонни Мерсер               | 3:02         |
| 2. | «Drinking Again»              | Дорис Таубер, Джонни Мерсер                | 2:48         |
| 3. | «Breaking Up Somebody’s Home» | Эл Джексон мл., Тимоти Мэттьюз             | 3:49         |
| 4. | «Surabaya Johnny»             | Курт Вайль, Бертольт Брехт, Герберт Гартиг | 4:54         |
| 5. | «I Shall Be Released»         | Боб Дилан                                  | 4:56         |

| №   | Название                                       | Автор(ы)                                                              | Длительность |
| --- | ---------------------------------------------- | --------------------------------------------------------------------- | ------------ |
| 6.  | «Optimistic Voices» / «Lullaby of Broadway»    | Герберт Стотхарт, Гарольд Арлен, Йип Харбург / Гарри Уоррен, Эл Дубин | 2:27         |
| 7.  | «In the Mood»                                  | Джо Гарланд, Энди Разаф                                               | 2:39         |
| 8.  | «Uptown» / «Da Doo Ron Ron»                    | Барри Манн, Синтия Вайль / Джефф Барри, Элли Гринвич, Фил Спектор     | 3:23         |
| 9.  | «Twisted»                                      | Уорделл Грей, Энни Росс                                               | 2:25         |
| 10. | «Higher & Higher (Your Love Keeps Lifting Me)» | Карл Смит, Райнард Майнер, Гэри Джексон                               | 4:06         |

## Позиции в хит-парадах
Еженедельные чарты:
| Хит-парад (1972)              | Высшая позиция |
| ----------------------------- | -------------- |
| Австралия (Kent Music Report) | 14             |
| Канада (RPM Top Albums/CDs)   | 3              |
| США (Billboard 200)           | 6              |

Годовые чарты:
| Хит-парад (1974)                   | Позиция |
| ---------------------------------- | ------- |
| Канада (RPM Year-End)              | 35      |
| США (Billboard Top Popular Albums) | 87      |

## Продажи и сертификации
| Регион | Сертификация | Продажи  |
| --- | ------------ | -------- |
| США (RIAA) | Золотой      | 500 000^ |
| * Данные о продажах приведены только на основе сертификации. ^ Данные о тиражах приведены только на основе сертификации. |              |          |